# دوشيرمة

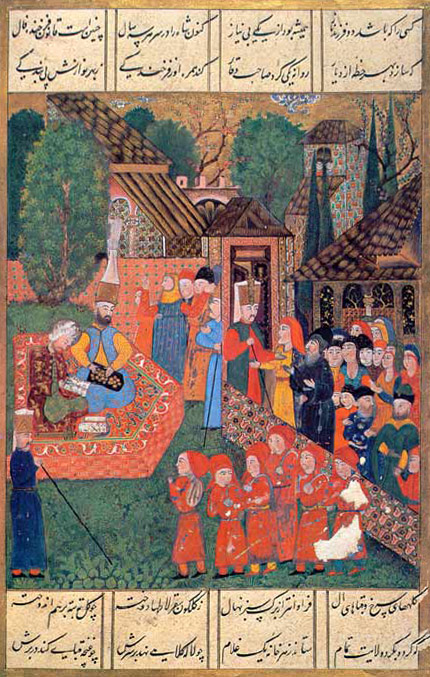
«الدوشيرمة» - صورة لمنمنمة من كتاب "سليمان نامه"من قصر طوب قابي.
مشهد: مسؤول عثماني ومساعده يسجلان الفتيان المسيحيين ليتم تدريبهم ضمن صفوف الجيش العثماني النخبوي، ضمن نظام الدوشيرمة.
الموقع: قرية ريفية في البلقان خلال القرن السادس عشر.
الملابس: يظهر المسؤول العثماني مرتديًا ملابس مزخرفة وعمامة، وهو يجمع ضريبة من أحد القرويين، ترمز إلى تكلفة الملابس الحمراء الجديدة للصبية ونفقات نقلهم.
المساعد: يجلس على مكتب خشبي أو يقف بجانبه، ويقوم بتدوين أسماء الفتيان، وقراهم، ومناطقهم، وأقاليمهم، وأصولهم العائلية، وتواريخ ميلادهم، وأوصافهم الجسدية.

نظام الدوشيرمة (باللغة التركية العثمانية: دوشيرمه، باللغة التركية: devşirme)هو أحد نُظُم الدولة العثمانية، ويقوم على جمع الأطفال المسيحيين المُختطفين من الأراضي المُحتلة، وخاصة من البلقان، ثم إخضاعهم لتدريب صارم بهدف تحويلهم إلى جنود إنكشارية أو بيروقراطيين بارزين يخدمون في ديوان السلطان مباشرة.
لعب الدوشرميون دورًا رئيسيًا في حكم الولايات العثمانية، حيث أصبحوا ولاة وقادة عسكريين بارزين، وساهم بعضهم في إعمار مناطق البلقان من خلال مشاريع بناء المساجد والمدارس والجسور وغيرها من المنشآت العامة. في بعض الحالات، استغل بعضهم مناصبهم لمساعدة عائلاتهم في موطنهم الأصلي.
بدأت الدولة العثمانية العملَ بنظام الدوشيرمة في منتصف القرن الرابع عشر، في عهد السلطان مراد الأول، كوسيلة لمواجهة القوة المتنامية للنبلاء الأتراك. يُشار إلى نظام الدوشيرمة أحيانًا باسم "ضريبة الدم"، بينما وُصف في بعض كتب تاريخ دول البلقان بأنه "العبودية العثمانية"،  فقد وصف المؤرخ البريطاني ديفيد نيكول نظام الدوشيرمة بـ «الاستعباد الكامل»، وبأنه يمثل انتهاكًا لحماية أهل الذمة المكفولة بموجب قوانين الشريعة الإسلامية. يرفض المؤرخ التركي خليل إينالجك رأي نيكول، إذ يرفض في كتاباته وصف الصبيان المأخوذين للدوشيرمة بالعبيد الذين تحولوا للإسلام دفعة واحدة،  حيث أنهم أصبحوا ولاة وقادة عسكريين بارزين ولم يكونوا عبيداً بل إنهم كثيرا ما تبوئوا منصب كبير الوزراء (الصدر الأعظم) للدولة العثمانية، ولم يُمنعوا أبداً من الزواج.
كل من شغل منصب «الصدر الأعظم»، في الفترة الممتدة بين منتصف القرن الخامس عشر وحتى منتصف القرن السابع عشر، مسيحي الأصل اعتنق الإسلام والتحق بنظام الدوشيرمة، ودُرّب وفقًا لنظام القصر. بدأ هذا النظام بالانحلال عام 1111 هـ / 1700 م، قاوم بعض العثمانيين الذين رغبوا بالحصول على مناصب عسكرية ومدنية محاولةَ إحياء نظام الدوشيرمة عام 1114 هـ / 1703 م، ثم أُلغي نظام الدوشيرمة بشكل كامل في الأيام الأولى من عهد السلطان أحمد الثالث.
لم يتم تجنيد الأطفال قسرًا وفي نظام الدوشيرمة، الذي قدّم لهم حياة جيدة، وكان متوسط أعمار المجندين 15.3 عامًا. ومع صعود الدوشيرمة إلى مناصب قوية، يُقال إن بعض الآباء المسيحيين في البوسنة كانوا يدفعون رشاوى للجنود لضمان اختيار أبنائهم للانضمام إلى النظام.

## تاريخ
انبثق نظام الدوشيرمة عن نظام العبودية الذي تطور في القرون الأولى من عهد الإمبراطورية العثمانية، وأخذ شكله النهائي في عهد السلطان بايزيد الأول. كان أغلب العبيد أسرى حرب أو رهائن، واشترت الدولة بعضهم من أسواق العبيد. أشار مصدر يوناني مبكر إلى كون لفظ الدوشيرمة من ابتداع رئيس الأساقفة أسيدور في سيلانيك، بهدف تهدئة آباء الأولاد المختطفين بعد صدور أوامر السلطان بايزيد الأول.
شعرت الإمبراطورية العثمانية ابتداءً من عصر السلطان مراد الأول، بالحاجة إلى مواجهة قوة النبلاء (الأتراك) من خلال استحداث مجموعة من الجنود التابعين المسيحيين، وتحويل فيلق القابي قولو (وزراء القصر) إلى قوات السلطان الشخصية، بمعزل عن الجيش النظامي. قُسمت قوات النخبة، التي كانت تعمل بشكل مباشر على خدمة السلطان العثماني، إلى مجموعتين رئيسيتين:
1. سلاح الفرسان الذين عُرفوا باسم «القابي قولو».
2. والمشاة المعروفين بـ«الانكشارية» أو الفيلق الجديد.

في البداية، اختير الجنود الذين يخدمون في هذا السلك من الذين أُسروا أثناء الحرب. ومع ذلك، سرعان ما تم اعتماد النظام الجديد المعروف باسم دوشيرمة. جند هذا النظام أطفال السكان الريفيين المسيحيين في دول البلقان تحت سن المراهقة، ونشئوا على الإسلام، والتحقوا بعد بلوغهم لسن المراهقة بإحدى هيئات الدولة العثمانية الأربعة: القصر أو الكتّاب أو الهيئات العسكرية أو الدينية.
أُرسلوا فيما بعد للجيش، إما كجزء من فيلق القوات الانكشارية أو كجزء من قوات أخرى. أُرسل الأطفال الأذكياء إلى مدرسة القصر، مدرسة أندرون، التي تُخرج الإداريين والعسكريين الكبار لإدارة أمور الدولة، وتخرج أيضا قادة قادرين على الوصول إلى أعلى منصب في الدولة، الصدر الأعظم، رئيس وزراء السلطان ذو السلطة العظيمة، والنائب العسكري.

## نفوذ الدوشيرمة
لعبت مدرسة "إندرون" داخل القصر دورًا مهمًا في إعداد البيروقراطيين من أصول دوشيرمية. وكان العديد من القادة العسكريين وكبار رجال الدولة في التاريخ العثماني من خلفية دوشيرمية. بعد فتح القسطنطينية عام 1453م، ازداد نفوذ المجندين الدوشيرمة، وبدأوا في الوصول إلى أعلى المناصب في الدولة، مما جعل النظام فعالًا للغاية في مراحله الأولى، حيث كان للمجندين دور مهم في القوة العسكرية العثمانية. ولكن في الفترات اللاحقة، تعرض النظام لسوء الاستخدام والفساد، وأصبح أحد العوامل المثيرة للجدل فيما يتعلق بانحدار الدولة العثمانية.
تاريخيًا، كان هناك أنظمة تجنيد مماثلة قبل العثمانيين، مثل تلك التي استخدمها الرومان، والبيزنطيون، وبعض الدول الإسلامية، لكنها كانت تركز على تجنيد الشباب من الشعوب الأجنبية. أما في النظام العثماني، فقد اعتمد على تجنيد أبناء رعايا الدولة أنفسهم، مما جعله فريدًا من نوعه. وقد شكل هؤلاء المجندون لاحقًا العمود الفقري لفرقتي الإنكشارية والبوستانجيون.

## نظام التجنيد
كان يتم تسجيل تاريخ ميلاد كل طفل يتم تجنيده، وقريته، وقضاؤه، وسنجاقه، واسم والديه، ومواصفاته الشكلية في دفتر خاص يُعرف باسم "دفتر الأشكال". كما كان يُسجل اسم السباهي (الفارس الإقطاعي)، وهو رب العائلة التركية التي سيوضع الطفل تحت رعايتها.
كان يتم إعداد نسختين من هذا السجل، واحدة تبقى مع المسؤول عن التجنيد، والأخرى مع المسؤول عن نقل الأطفال. وحتى اليوم، تم العثور على ثلاثة دفاتر من دفاتر الأشكال، ومن خلال تحليل البيانات المسجلة، تبين أن القاعدة العامة كانت أخذ الأطفال بين سن 8 و18 عامًا، ولكن وُجدت حالات نادرة لأطفال تم تجنيدهم في سن 6 سنوات. كما أظهرت الإحصاءات أن متوسط أعمار المجندين كان 15.3 عامًا.

## نظام التطوع
جندت الدولة العثمانية العساكر من خلال التطوع، وحرص العديد من الآباء على إلحاق أطفالهم في صفوف الانكشارية لما تكفله لهم هذه الصفة من حياة مهنية مرموقة ومريحة.
حاول بعض الفلاحين البلقانيين التملص من جامعي الجزية، وحاول العديد منهم إرسال أطفالهم إلى البوسنة، ولكن، وبالمقابل، قدمت العديد من العائلات الألبانية أطفالها طوعًا للدوشيرمة، لأنهم حصلوا بذلك على العديد من المكاسب التي يستحيل لهم أن يحصلوا عليها بأي طريقة أخرى.
يزعم بعض المؤرخين الغربيين أن بعض العائلات في البوسنة والهرسك اعتنقت الإسلام للحيلولة دون تجنيد أبنائها في الدوشيرمة ولم يثبت هذا في المراجع، فيما حاولت بعض العائلات المسلمة إرسال أبنائها إلى الدوشيرمة بهدف تحقيق الارتقاء المهني لهم.
في عام 1594م، تم رسميًا السماح للمسلمين بتولي مناصب الدوشيرمة، وتوقّف نظام جمع الفتيان المسيحيين فعليًا عام 1648م. وفي عام 1703م، واجهت محاولات إعادة إحيائه مقاومة، إلى أن ألغى السلطان أحمد الثالث النظام نهائيًا في الأيام الأولى من حكمه.

## تعدادهم
يعتقد المؤرخون الأوروبيون بأن إجمالي عدد الأطفال والشبان الذين جنّدوا بهذه الطريقة يقترب من 200 ألف، والبعض يقدر عددهم بحوالي 100 ألف، بينما أشار الرحالة الفرنسي تافرنييه إلى أن العدد الفعلي للانكشاريين كان أقل من ذلك بكثير، إذ لم يتجاوز عددهم، أثناء حكم سليمان القانوني، 30 ألفاً.
زاد أعداد الانكشاريين، بحلول خمسينيات القرن السادس عشر، إلى 50 ألفًا، وذلك على الرغم من تراجع تجنيد الأطفال في نظام الدوشيرمة في الدولة العثمانية.

## توزيعهم على الدولة
شكّل المجندون العمود الفقري لفرقة جنود الإنكشارية التي أسسها السلطان مراد الأول، وكذلك لفرقة البوستانجيين (بالتركية: Bostancı Ocağı) التي تم إنشاؤها لاحقًا. كان البوستانجيون يشكلون وحدة عسكرية خاصة تتولى حراسة القصور السلطانية، . وكان البوستانجي باشي هو قائدهم والمسؤول عن الأمن الداخلي للمناطق السلطانية. وفي بعض الحالات، وصل بعض من حملوا هذا اللقب إلى مناصب عليا مثل الصدر الأعظم، كما حدث مع دلي عبد الله باشا الذي تولى الصدارة العظمى في عام 1822م.
استند نظام الدوشيرمة إلى أخذ 1/5 من أبناء العائلات المسيحية في المناطق المفتوحة وتدريبهم وفقًا لقدراتهم:
- إذا كانوا أقوياء ولديهم ميول قتالية، يتم ضمهم إلى فرقة الإنكشارية.
- إذا كانوا موهوبين في شؤون الدولة، يتم إرسالهم إلى القصر السلطاني.

## بعض الصدور العظام من الدوشيرمة
ساهم نظام الدوشيرمة في خلق طبقة من القادة العسكريين والإداريين المخلصين للسلطان العثماني، وكان لهذا النظام تأثير عميق على الإدارة العثمانية. فمنذ القرن الخامس عشر وحتى القرن السابع عشر، كان جميع الصدر الأعظم تقريبًا من أصول دفشرمية، ومن أبرزهم:
- روم محمد باشا
- ولي محمود باشا
- يونس باشا
- رستم باشا
- صقللي محمد باشا
- قوجوك مراد باشا
- إبراهيم باشا الفرنجي (البارغالي)

## حياة الدوشيرمة
كان العمر المثالي لتجنيد الأطفال في نظام الدوشيرمة يتراوح بين 8 و10 سنوات، إذ تم حظر تجنيد الأطفال دون الثماني سنوات. أُطلق على هؤلاء الأطفال لقبي (şirhor) بمعنى رضيع، و (beççe) بمعنى الطفل. أظهر السكان المحليون، في بعض الأوقات، استياءً من نظام الدوشيرمة، وقاوموه بشتى الطرق، حتى أنّ القليل منهم تعمد تشويه أطفاله ليحميهم من سوقهم إلى الدوشيرمة. من جهة أخرى، كان الآباء المسيحيون في البوسنة يرشون الكشافة بهدف إلحاق أبنائهم بنظام الدوشيرمة للدراسة في مدرسة أندرون، ليستلموا في المستقبل منصب الصدر الأعظم، ثاني أقوى منصب في الإمبراطورية.
على الرغم من استمرار تأثير النبلاء الأتراك على البلاط العثماني حتى عهد السلطان محمد الفاتح والصدر الأعظم خليل باشا الجاندرلي الصغير، لكن، تحولت الطبقة الحاكمة العثمانية ببطء لتُحكم - بشكل حصري- من قبل الدوشيرمة، الأمر الذي خلق طبقة اجتماعية منفصلة. اختيرت هذه الفئة من الحكام من بين ألمع أفراد الدوشيرمة المنتقين بعناية للعمل في مدرسة القصر (مدرسة أندرون). كان يتوجب على عناصر الدوشيرمة مرافقة السلطان في حملاته، لكن، تمثلت مكافأة الخدمة الاستثنائية لهم بإرسالهم بمهامٍ خارج القصر. حصل أولئك الذين اختيروا للكتّاب أيضًا على مناصب مرموقة. كانت المؤسسات الدينية، المعروفة باسم (عِلمية) يتلقى فيها رجال الدين الذين اعتنقوا الإسلام العلوم الدينية ليرجعوا الولايات فيما بعد أو إلى الخدمة في عاصمة الدولة العثمانية.
يرى الرحالة الفرنسي جان بابتيست تافرنييه (1605م-1689م)، في رحلته عام 1088 هـ / 1678 م، أن الإنكشاريين أقرب للنظام الديني أكثر منه للسلك العسكري وأنهم لم يُمنعوا من الزواج، لكنه كان، مع ذلك، نادرًا جدًا في صفوفهم. يضيف تافرنييه بأن عددهم قد تجاوز المئة ألف، ويعود ذلك إلى تفكك اللوائح التنظيمية، إضافة لكون أعداد كبيرة منهم انكشاريين مزيفين، انتحلوا هذه الصفة بغرض الإعفاء من الضرائب والحصول على امتيازات اجتماعية أخرى. يُشير تافرنييه إلى أن العدد الفعلي للانكشاريين كان أقل من ذلك بكثير، إذ لم يتجاوز عددهم، أثناء حكم سليمان القانوني، 30 ألفا.